# Presentacion
Presentacion is een gemeente in de Filipijnse provincie Camarines Sur op het eiland Luzon. Bij de laatste census in 2007 had de gemeente ruim 20 duizend inwoners.

## Geografie

### Bestuurlijke indeling
Presentacion is onderverdeeld in de volgende 18 barangays:
| - Ayugao - Bagong Sirang - Baliguian - Bantugan - Bicalen - Bitaogan - Buena Vista - Bulalacao - Cagnipa | - Lagha - Lidong - Liwaksa - Maangas - Pagsangaan - Patrocino - Pili - Sta. Maria - Tanauan |

## Demografie
Presentacion had bij de census van 2007 een inwoneraantal van 20.266 mensen. Dit zijn 3.856 mensen (23,5%) meer dan bij de vorige census van 2000. De gemiddelde jaarlijkse groei komt daarmee uit op 2,95%, hetgeen hoger is dan het landelijk jaarlijks gemiddelde over deze periode (2,04%). Vergeleken met de census van 1995 is het aantal mensen met 4.920 (32,1%) toegenomen.

De bevolkingsdichtheid van Presentacion was ten tijde van de laatste census, met 20.266 inwoners op 143,8 km², 140,9 mensen per km².